# Suzanne Christy
Pour les articles homonymes, voir Christy.
Suzanne Christy, pseudonyme de Lucie Hélène Elisabeth De Waersegger, née à Uccle (Bruxelles, Belgique) le 23 juillet 1904 et morte à Berchem-Sainte-Agathe (Bruxelles, Belgique) le 24 juin 1974, est une actrice belge, connue pour Jeunes filles en liberté (1933), Une gueuse (1926) et La Divine Croisière (1929).

## Biographie
Suzanne Christy est la fille unique d'Alfred De Waersegger et d'Émilie Delhomme.
En 1922, elle tourne sous la direction de Paul Flon le mélodrame Dans Bruges-la-morte, un film bien accueilli lors de sa sortie en 1924 par la critique qui remarque tout particulièrement la première apparition au cinéma de la blonde ingénue qu'est Suzanne Christy et qui sera pratiquement la seule véritable vedette belge de l'ère du muet. Elle monte à Paris avec le scénariste Charles Spaak où elle reçoit le rôle principal dans La Divine Croisière (1927) de Julien Duvivier mais revient régulièrement en Belgique pour tourner l'un ou l'autre film. Elle se marie en 1928 avec Charles Spaak.

## Filmographie partielle
- 1924 : Un soldat inconnu : Suzanne
- 1924 : Dans Bruges-la-morte de Paul Flon : Anne Doorik
- 1924 : L'Œuvre immortelle de Julien Duvivier : Lucienne Derval
- 1925 : La Forêt qui tue de René Le Somptier : Marie Boran
- 1926 : Le P'tit Parigot de René Le Somptier : Suzanne Grigny-Latour
- 1926 : Une gueuse : Rosine
- 1926 : À la manière de Zorro de Paul Flon
- 1927 : Le Mariage de mademoiselle Beulemans de Julien Duvivier : Anna
- 1929 : La Divine Croisière (aussi Le Miracle de la mer) de Julien Duvivier : Simone Ferjac
- 1929 : Ombres et Lumière de Théo Dubuisson : Cécile
- 1929 : Rapacité d'André Berthomieu
- 1929 : Carillons et dentelles, chansons de rivières : Marie-Louise Brabant
- 1930 : La Vie miraculeuse de Thérèse Martin de Julien Duvivier
- 1932 : Le Marchand de sable d'André Hugon : Sandra
- 1932 : La Croix du sud d'André Hugon : Madeleine Ménard
- 1932 : Un coup de téléphone de Georges Lacombe : Simone
- 1933 : Un homme heureux d'Antonin Bideau : Simone Fontanet
- 1933 : Jeunes filles en liberté : Viviane
- 1936 : C'était le bon temps de Gaston Schoukens : : Mariette
- 1937 : Gardons notre sourire de Gaston Schoukens
- 1938 : Le Mystère du 421 de Léopold Simons : Elise Brassepeninck
- 1939 : Ersatz et Kommandantur : Fille Lafontaine